# أخداش (إخرخودن)
أخداش هو دُوَّار يقع بجماعة أكودي نالخير، إقليم أزيلال، جهة بني ملال خنيفرة في المملكة المغربية. ينتمي الدوّار لمشيخة إخرخودن التي تضم دوارين. يقدر عدد سكانه بـ 1229 نسمة حسب الإحصاء الرسمي للسكان والسكنى لسنة 2004.

## وصلات خارجية
- البوابة الوطنية للجماعات الترابية
- المندوبية السامية للتخطيط